# 維利基茨基海峽

維利基茨基海峽（Пролив Вилькицкого）是俄羅斯的海峽，由克拉斯諾亞爾斯克邊疆區負責管轄，位於泰梅爾半島和布爾什維克島之間，連接喀拉海和拉普捷夫海，長104公里、寬55公里，水深32至210米。为俄罗斯的内水。
77°57′N 103°35′E / 77.950°N 103.583°E